# 瓦爾薩米特 (馬里蘭州)
瓦爾薩米特（英語：Vale Summit）是位於美國馬里蘭州亞利加尼縣的一個普查規定居民點。

## 人口
根據2020年美國人口普查的數據，瓦爾薩米特的面積為2.56平方千米，當中陸地面積為2.56平方千米，而水域面積為0.00平方千米。當地共有人口111人，而人口密度為每平方千米43.36人。